# Ljungby
Ljungby ist eine Stadt in der schwedischen Provinz Kronobergs län und der historischen Provinz Småland. Sie ist Hauptort der Gemeinde Ljungby. Der Ort liegt an der Kreuzung der wichtigen Fernstraßen Europaväg 4 und Riksväg 25.

## Geschichte
Der Bereich um Ljungby ist reich an Funden aus der Steinzeit, Bronze- und Eisenzeit. Grabfelder, Runensteine und Funde von Steinäxten beweisen, dass hier seit 5000 Jahren Menschen siedeln.
Die strategische Lage von Ljungby spielte für die Entwicklung eine große Rolle. Hier trafen sich der Weg „Lagastigen“ und der Weg, der entlang der Ufer und Strände des Sees Bolmen führte. Im 13. Jahrhundert, als Reisende Unterkünfte benötigten, forderte ein königlicher Brief die Gastwirte auf, diese an den wichtigen Wegen anzubieten. In dem kleinen Dorf, das sich an dieser Wegstrecke befindet, entstand ein Gasthaus und seitdem war der Platz, wo heute „Gamla Torg“ liegt, ein Treff- und Handelsplatz für Durchreisende wie auch für die Bewohner von Ljungby.
Als Ljungby 1828 die Rechte als Minderstadt (Köping) bekam, stand es in starker Konkurrenz zu Berga. Das Gebiet um Ljungby war umgeben von Sand ohne großen Bewuchs und so bekam Ljungby Hilfe von der Krone beim Aufforsten von Wäldern, um den Sand zu binden. 1878 wurde die Bahnstrecke zwischen Vislanda und Bolmen eröffnet, welche durch weitere Verbindungen später zur Strecke Karlshamn-Vislanda-Bolmen (KVBJ) respektive Halmstad-Bolmen (HBJ) wurde.
Ljungby bekam 1936 Stadtrechte. 1953 zerstörte ein Brand große Teile von Ljungbys Innenstadt. Die beim Wiederaufbau im modernen Stil errichteten Gebäude werden auch heute noch stark diskutiert.

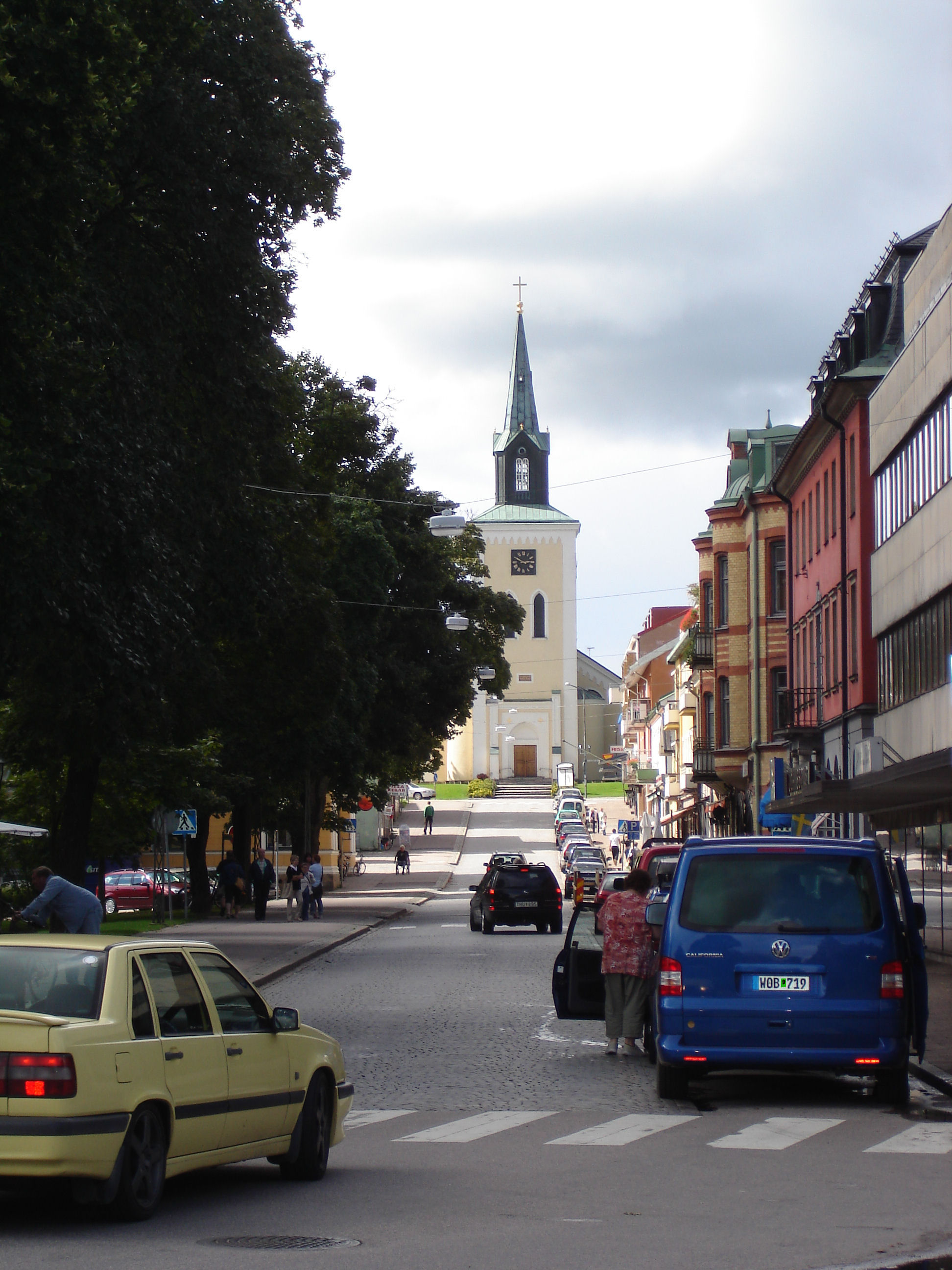
Blick auf die Storgatan von Ljungby. Im Hintergrund die Kirche.

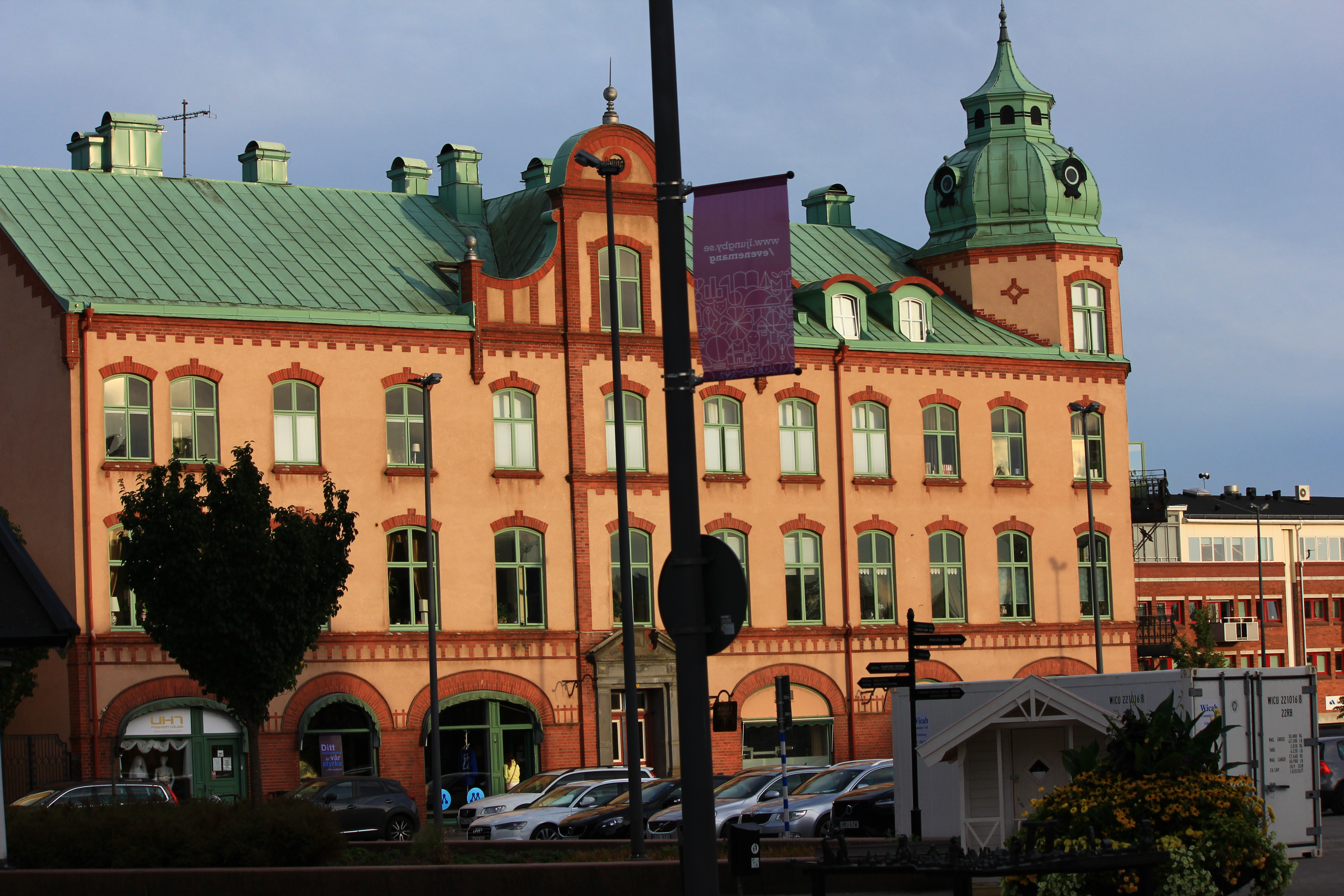
Blick auf das Tellushaus in Ljungby.

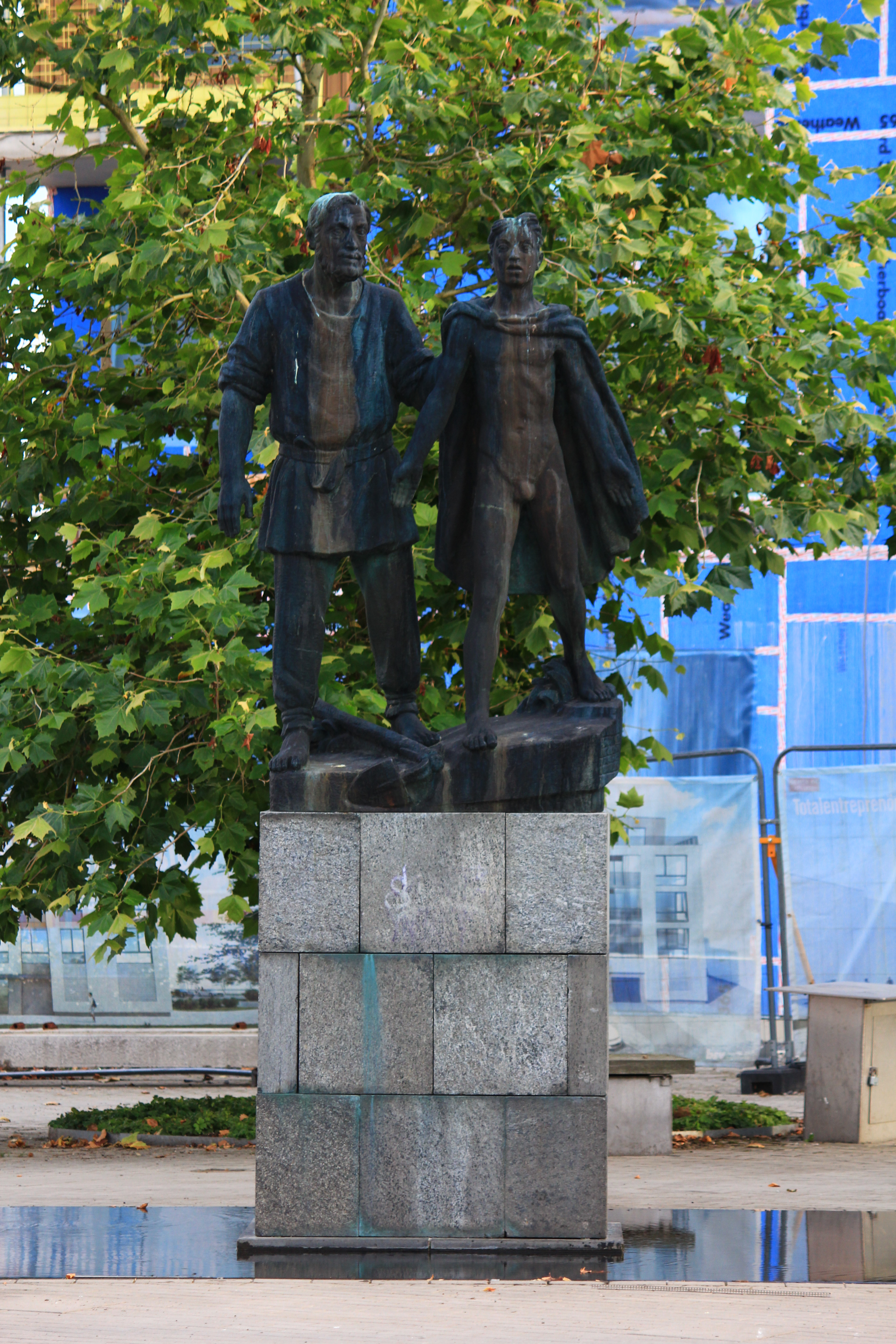
Das Denkmal von Astrad und Götrad, die angeblich die ersten Einwohner von Ljungby waren.

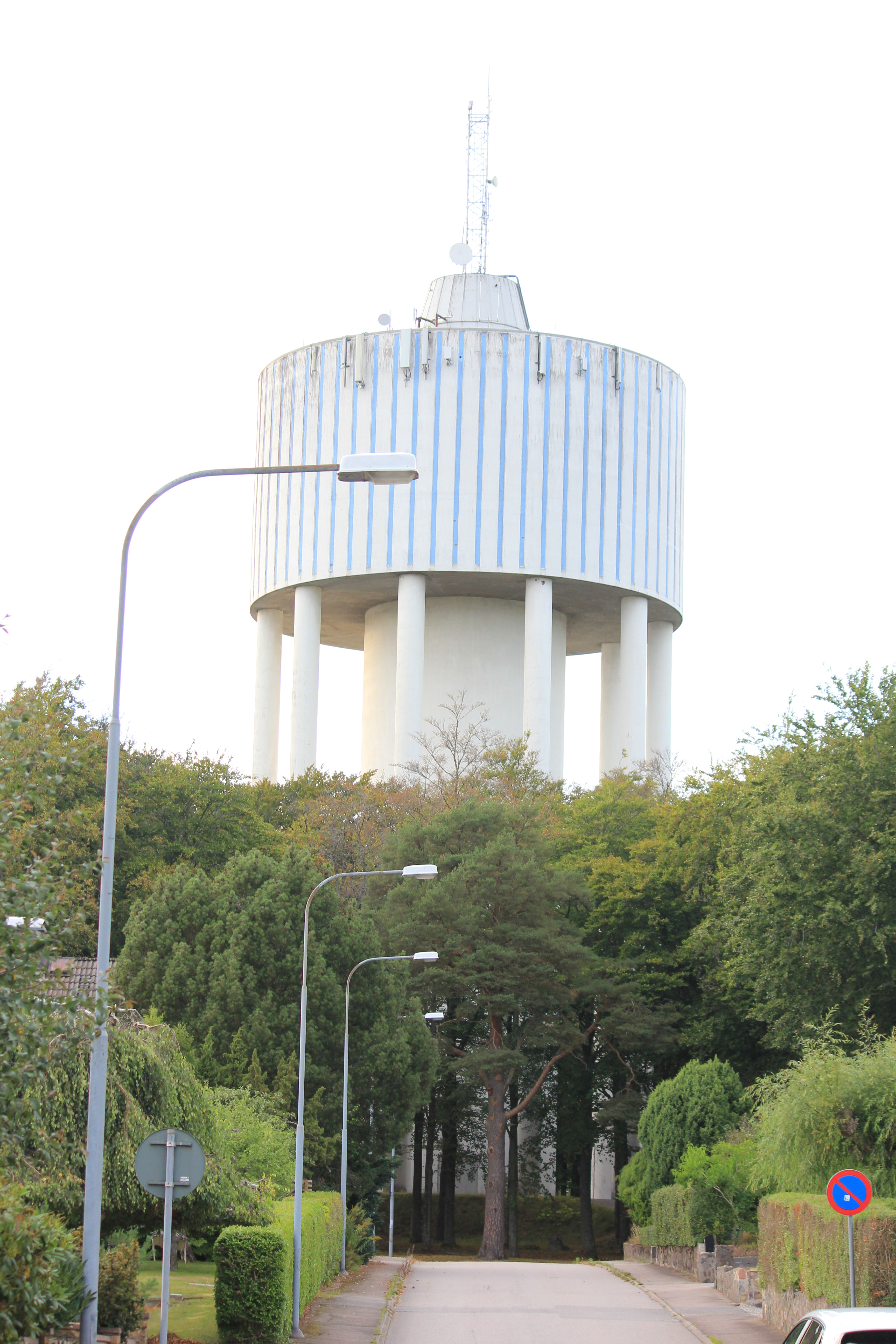
Der Wasserturm von Ljungby

## Wirtschaft
Ljungby ist Standort von Electrolux Laundry Systems und Wascator. Beide Firmen sind Hersteller für professionelle Waschmaschinen.
Strålfors AB ist Hersteller von Etiketten und Etikettiersystemen und wurde 1919 in Ljungby gegründet. Der Konzern wurde 2006 von der schwedischen Post übernommen. Die wichtigste Firmensparte ist heute die Informationslogistik. Strålfors beschäftigt ca. 2200 Mitarbeiter, davon 1100 in Schweden. Daneben ist die Firma Svetruck AB in Ljungby ansässig, die Flurförderzeuge (Gabelstapler) mit außergewöhnlichen Ausmaßen (z. B. für Containerhäfen) fertigt.
Weitere Firmen in Ljungby sind:
- Electrolux
- CTC Enertech (Heiz- und Wärmetechnik)
- HP Tronic (Steuerung und Überwachung von Industrieanlagen)
- LL-Skogsmaskiner (Forstmaschinen)
- Bentone
- Ljungby Maskin
- Kalmar Industries
- Lidhults kök
- Tenneco

Neben den genannten findet man viele kleinere und in Teilen auf Nischenprodukte spezialisierte Firmen.
„Ljungby Porten“ wird ein Gewerbegebiet an der südlichen E4-Einfahrt Richtung Ljungby genannt. Die ansässigen Firmen sind u. a.: Max (Hamburgerrestaurantkette), CityGross (Supermarkt), JYSK, Intersport, McDonald’s, Sibylla (Schnellrestaurantkette), Statoil, Skokanonen (Schuhgeschäft), Biltema (schwedische Baumarktkette) und ein Motel. Dieses Gewerbegebiet wird sukzessive weiter ausgebaut.
Das zentral gelegene Eisenbahn- und Bahnhofsgelände, das viele Jahre brach lag, wurde 2014 an den Innenstadtbereich angeschlossen und in großen Teilen neu überbaut. Die Gleisanlagen wurden zurückgebaut und ein neuer Busbahnhof erstellt. Um Platz für die Umbaumaßnahmen zu bekommen, wurde das historische Holzgebäude „Godsmagasinet“ um mehrere hundert Meter in westlicher Richtung verschoben und später an anderer Stelle in den Bereich neu integriert. Das Bahnhofsgebäude mit Gaststätte genießt keinen Bestandsschutz und wird bei Bedarf abgerissen. Für die geplante Hochgeschwindigkeitsbahnstrecke Europakorridor war dieser zentrale Bereich nicht mehr geeignet. Dieses Projekt befasst sich mit einer Schienenverbindung zwischen Stockholm und Hamburg. In Schweden orientiert sich der Verlauf an der Trasse der Europastraße 4 und führt somit auch direkt an Ljungby vorbei.

## Sport
Ljungby ist Heimatort des Eishockey-Vereins IF Troja-Ljungby.

## Kultur
- Das Ljungbergmuseum ist ein sehr sehenswertes Museum mit den Bildern des lokalen Künstlers Sven Ljungberg.
- Das Sagomuseet (Sagenmuseum) erzählt und zeigt viele spannende Sagen aus der Gegend um Ljungby. Hier finden auch zum Teil deutsche Lesungen (auch für Kinder) statt
- Bauwerke und Stellen, die mit den Sagen zu tun haben, sind um Ljungby mit dem Schild „Sagobygden“ gekennzeichnet.
- Ljungby Gamla Torg (Alter Markt) ist ein sehenswertes Ensemble alter typischer Holzhäuser
- Die Runeninschrift am Stein Replösastenen erwähnt die beiden ersten namentlich bekannten Einwohner Ljungbys, „Astrad und Götrad“. Den beiden ist in der Innenstadt auch ein Denkmal gesetzt.
- Die Jazzformation „Jazz i Baljan“ kommt aus Ljungby. Von dieser Gruppe wurde anlässlich des Stadtjubiläums im Jahre 1986 der Jazzwettkampf „Swedish Open i Gladjazz“ initiiert. Dabei handelt es sich um einen musikalisch Wettkampf um den am besten dargebotenen Dixielandjazz.
- Das Begravningsmuseet (Bestattungsmuseum) erzählt anschaulich die Geschichte und die kulturellen Hintergründe verschiedener Bestattungsrituale.

## Persönlichkeiten
- Olof Svebilius (1624–1700), lutherischer Theologe und Erzbischof
- Gustaf Aulén (1879–1977), lutherischer Theologe und Bischof
- Vera Sandberg (1895–1979), Chemieingenieurin
- Gunnar Fischer (1910–2011), Kameramann
- Sven Ljungberg (1913–2010), Künstler
- Olof Johansson (* 1937), Politiker
- Eskil Erlandsson (* 1957), Politiker
- Eva-Marie Håkansson (* 1960), Schwimmerin
- Roger Johansson (* 1967), Eishockeyspieler
- Christian Ericsson (* 1973), Handballspieler
- Rade Prica (* 1980), Fußballspieler
- Mattias Weinhandl (* 1980), Eishockeyspieler, WM-Dritter
- Dennis Egberth  (* 1989), Jazzmusiker
- Oscar Fantenberg (* 1991), Eishockeyspieler
- Pierre Engvall (* 1996), Eishockeyspieler
- Jacob Larsson (* 1997), Eishockeyspieler